# Trichaphodius seydeli
Trichaphodius seydeli är en skalbaggsart som beskrevs av Renaud Maurice Adrien Paulian 1939. Trichaphodius seydeli ingår i släktet Trichaphodius och familjen Aphodiidae. Inga underarter finns listade i Catalogue of Life.